# اريك ويلبر
اريك ويلبر (بالإنجليزية: Eric Wilbur)‏ هو لاعب كرة قدم أمريكية أمريكي، ولد في 12 ديسمبر 1984 في وينتر بارك، فلوريدا في الولايات المتحدة.